# 蒙洛尔-贝尔内
蒙洛尔-贝尔内（法語：Monlaur-Bernet，法語發音：[mɔ̃lɔʁ bɛʁnɛ]）是法国热尔省的一个市镇，属于米朗德区。该市镇于1822年由原市镇蒙洛尔（Monlaur）和贝尔内（Bernet）合并而成。

## 地理
蒙洛尔-贝尔内（43°21'6"N, 0°30'42"E）面积12.21 平方千米，位于法国奧克西塔尼大區热尔省，该省份为法国西南部内陆省份，北起顺时针与洛特-加龙省、塔恩-加龙省、上加龙省、上比利牛斯省、大西洋比利牛斯省和朗德省接壤。
与蒙洛尔-贝尔内接壤的市镇（或旧市镇、城区）包括：拉罗克、佩雷圣安德烈、欧让-穆尔内德、谢朗、蓬桑苏比朗。

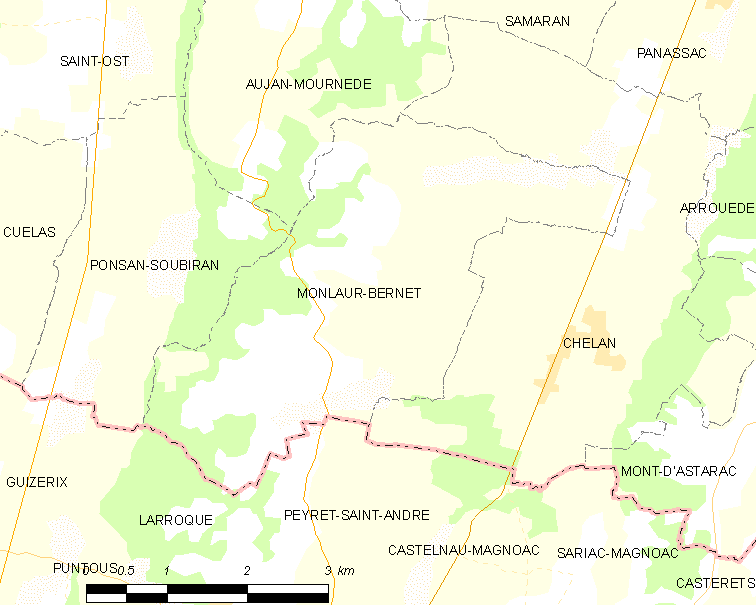
蒙洛尔-贝尔内的OSM定位图

蒙洛尔-贝尔内的时区为UTC+01:00、UTC+02:00（夏令时）。

## 行政
蒙洛尔-贝尔内的邮政编码为32140，INSEE市镇编码为32272。

## 政治
蒙洛尔-贝尔内所属的省级选区为阿斯塔拉克-日莫讷县。

## 人口

1962-2008年间蒙洛尔-贝尔内人口变化图示

蒙洛尔-贝尔内于2022年1月1日时的人口数量为162人。